# Rui Jorge
Pour les articles homonymes, voir Jorge.
Rui Jorge, nom complet Rui Jorge de Sousa Dias Macedo de Oliveira, né le 27 mars 1973 à Vila Nova de Gaia, est un footballeur international portugais, reconverti entraîneur.

## Biographie

### En sélection nationale
Rui Jorge obtient 10 sélections en équipe du Portugal espoirs entre 1993 et 1994 et 45 sélections et 1 but avec l'équipe du Portugal de 1993 à 2004.
En 1994, il fait partie de l'équipe du Portugal espoir qui perd la finale de l'Euro espoir 1994. Deux ans plus tard, il se trouve dans l'équipe qui arrive 4e aux Jeux olympiques de 1996.
Il s'installe ensuite comme un cadre de l'équipe nationale avec laquelle il joue l'Euro 2000, la Coupe du monde 2002 et l'Euro 2004.

### Carrière de manager
À peine sa carrière de joueur terminée, il intègre le staff d'entraîneur et s'occupe des jeunes de l'Os Belenenses. En mai 2009, il prend en main l'équipe première du club pendant quelques semaines à la suite du départ de l'entraîneur Jaime Pacheco.

## Carrière

### Joueur
| Saison    | Club              | Pays     | Championnat        |
| --------- | ----------------- | -------- | ------------------ |
| 1981-1991 | FC Porto          | Portugal |                    |
| 1991-1992 | → Rio Ave (prêt)  | Portugal | 31 matchs, 2 buts  |
| 1992-1998 | FC Porto          | Portugal | 85 matchs, 2 buts  |
| 1998-2005 | Sporting Portugal | Portugal | 192 matchs, 5 buts |
| 2005-2006 | CF Belenenses     | Portugal | 15 matchs          |
| 1991-2006 | Total             |          | 323 matchs, 9 buts |

### Entraîneur
- depuis 2006 :  Os Belenenses (juniors)
- en mai 2009 :  Os Belenenses (seniors)

## Buts internationaux
| Buts | Date               | Lieu                            | Adversaire | Résultat | Compétition                                |
| ---- | ------------------ | ------------------------------- | ---------- | -------- | ------------------------------------------ |
| 1.   | 1er septembre 2001 | Camp d'Esports, Lérida, Espagne | Andorre    | 7-1      | Qualifications pour la Coupe du monde 2002 |

## Palmarès
- Championnat du Portugal : 
  - Champion en 1992–93, 1994–95, 1995–96, 1996–97, 1997–98, 1999–2000, 2001–02

- Coupe du Portugal : 
  - Vainqueur en 1990–91, 1993–94, 1997–98, 2001–02

- Supercoupe du Portugal : 
  - Vainqueur en 1991, 1994, 1995, 1997, 2001, 2003